# Bruno Cesari
Bruno Cesari (* 24. Oktober 1933 in Pesaro, Provinz Pesaro und Urbino, Italien; † 30. Januar 2004 ebenda) war ein italienischer Artdirector und Szenenbildner, der unter anderem einen Oscar in der Kategorie Bestes Szenenbild gewann.

## Leben
Desideri begann seine Tätigkeit als Artdirector und Szenenbildner in der Filmwirtschaft 1963 bei dem Film Zorro, der Mann mit den zwei Gesichtern und wirkte bis 2002 an der szenischen Ausstattung von rund fünfzig Filmen mit. Im Jahr 1982 wurde er zusammen mit Luciano Ricceri für die Artdirection im zweiten Teil der von der NBC produzierten Fernsehserie Marco Polo (1982) für einen Emmy nominiert. Die Verfilmung des Lebens von Marco Polo erfolgte durch Giuliano Montaldo mit Ken Marshall, Denholm Elliott und Tony Vogel in den Hauptrollen.
Bei der Oscarverleihung 1988 gewann er zusammen mit Ferdinando Scarfiotti und Osvaldo Desideri den Oscar in der Kategorie Bestes Szenenbild für den von Bernardo Bertolucci inszenierten Film Der letzte Kaiser (1987) mit John Lone, Joan Chen und Peter O’Toole in den Hauptrollen. Für das Produktionsdesign gewannen er, Scarfiotti und Desideri auch 1988 den David di Donatello.
2000 war er zusammen mit Roy Walker für den Oscar in der Kategorie Bestes Szenenbild für den nach dem gleichnamigen Roman von Patricia Highsmith entstandenen Film Der talentierte Mr. Ripley (1999) nominiert, der von Anthony Minghella mit Matt Damon, Gwyneth Paltrow und Jude Law inszeniert wurde. Zugleich war er für das Produktionsdesign in diesem Film für das Silberne Band, das Nastro d’Argento des Sindacato Nazionale Giornalisti Cinematografici Italiani (SNGCI), nominiert.
Im Jahr 2000 war er außerdem mit Francesco Frigeri für den Golden Satellite Award für Die Legende vom Ozeanpianisten (1999) von Giuseppe Tornatore nominiert. 2001 wurde er ein weiteres Mal für das Nastro d’Argento nominiert – für Die Ahnungslosen (2000) von Ferzan Özpetek mit Margherita Buy, Stefano Accorsi und Serra Yilmaz.

## Filmografie
- 1963: Zorro, der Mann mit den zwei Gesichtern (Il segno di Zorro)
- 1964: Der große Hahnrei (Il magnifico cornuto)
- 1972: Teuflisches Spiel (Lo scopone scientifico)
- 1980: Fellinis Stadt der Frauen
- 1991: Michelangelo – Genie und Leidenschaft
- 1993: Die drei Musketiere
- 1999: Der talentierte Mr. Ripley
- 1999: Die Legende vom Ozeanpianisten
- 2000: Der Zauber von Malèna
- 2002: Callas Forever

## Auszeichnungen
- 1988: Oscar in der Kategorie Bestes Szenenbild für Der letzte Kaiser
- 1988: David di Donatello in der Kategorie Bestes Szenenbild für Der letzte Kaiser